# 吉松民雄
吉松 民雄（よしまつ たみお、1947年2月10日 - ）は、日本の実業家でコカ・コーラボトラーズジャパンホールディングス代表取締役社長を経て、同社取締役会長。山口県出身。

## 来歴・人物
1969年関西大学経済学部卒業後、近畿コカ・コーラボトリング（後のコカ・コーラウエスト）に入社し2007年社長に就任。ボトラー間の再編で2009年 コカ・コーラウエスト副社長を経て2010年に社長に就任する。2017年以降は、コカ・コーラ製品を製造・販売するコカ・コーラウエストとコカ・コーライーストジャパンが経営統合して発足したコカ・コーラボトラーズジャパン（初代、現・コカ・コーラボトラーズジャパンホールディングス）の飲料子会社2社の代表取締役社長を兼任、2018年以降はコカ・コーラウエスト（2代）とコカ・コーライーストジャパンなどが合併したコカ・コーラボトラーズジャパン（2代）の代表取締役社長を兼任。2019年コカ・コーラボトラーズジャパンホールディングス取締役会長。